# Werner Hoffmeister
Werner Hoffmeister (1819 - 1845) fue un cirujano y botánico alemán. Viajó a la India, pero la expedición resultó trágicamente en la muerte del Dr. Hoffmeister en una refriega con la nación sikhs.

## Honores

### Epónimos
Especies
- (Caryophyllaceae) Carpophora hoffmeisterii  Klotzsch [2]

## Obra

### Libros
- 1848. Travels in Ceylon and continental India: including Nepal and other parts of the Himalayas, to the borders of Thibet, with some notices of the overland route. Ed. W.P. Kennedy, 529 pp. En línea
- 1947. Briefe aus Indien: von W. Hoffmeister, Arzt im Gefolge Sr. Königl. Hoheit des Prinzen Waldemar von Preussen : nach dessen nachgelassenen Briefen u. Tagebüchern herausgegeben von A. Hoffmeister. Mit einer Vorrede von C. Ritter und sieben topographischen Karten (Cartas desde la India por W. Hoffmeister, un médico en su entorno real. A su alteza el príncipe Waldemar de Prusia: publicado después de sus cartas póstumas y diarios por A. Hoffmeister. Con un prólogo de C. Knight y siete mapas topográficos. Ed. Westermann. 393 pp. En línea

- La abreviatura «Hoffmeister» se emplea para indicar a Werner Hoffmeister como autoridad en la descripción y clasificación científica de los vegetales.[3]